# Viscum pauciflorum
Viscum pauciflorum là một loài thực vật có hoa trong họ Santalaceae. Loài này được L.f. miêu tả khoa học đầu tiên.